# Brogrens
Brogrens var ett svenskt dansband som bildades 1974 av Jan-Eric Brogren (1938-2011), först som "Trio med Brogren" och sedan som "Trivs med Brogren" när de blev fem i bandet. Därefter ändrades namnet till "Trivs me' Brogrens", "Skånska Brogrens", "The Brogrens" och till slut bara "Brogrens". Jan-Eric Brogren skulle fram till sin död vara den stora frontfiguren i bandet. Dansbandet var under 70- och 80-talet ett av Sveriges mest bokade band. Man hade ungefär 250 spelningar om året.
Efter en rad medlemsskiften har bandet under senare år blivit mest känt för låten "Vi har va'd i Öja" (1997), ursprungligen en gammal skånsk folklig visa, med vilken de under namnet "Skånska Brogrens" låg etta med på TV 4s Skånetoppen i ett helt år. Utöver det är de kända från Kanal 5:s tv-program 100 höjdare i vilket de medverkade i egenskap av några av "Sveriges skönaste människor".

## Medlemmar
- Jan-Erik Brogren - sång, dragspel, trummor
- Berth Bengtsson - klaviatur
- Benny Schyllert - gitarr
- Per Svensson - gitarr
- Dennis Trulsson - gitarr
- Joakim Sandberg - gitarr
- Kjell-Ove Andersson - gitarr
- Gunilla Ehrnborn - sång, klaviatur
- Björn Jönsson - bas
- Ronny Olsson - saxofon
- Leif Örnbåge - klaviatur
- Christer Svantesson - bas, sång
- Ola Nordén - bas, sång
- Mikael Camitz - klaviatur, saxofon
- Valle Kammerton - klaviatur, steelgitarr
- Karl-Erik Ohlsson - bas, sång
- Thore Nilsson - trummor
- Bert Göransson - Pedal steel guitar

## Diskografi

### Album
- Stäm fiolen Brogren (1975)
- Trivs med Brogrens (1975)
- Axplock (1976)
- Krut (1977)
- Frestelse (1978)
- Gamla godingar (1979) – Med Teddy Boys
- Jubileum (1981)
- Bättre tider (1983)
- 10:an är hääär (1984)
- 11:an kommer nu! (1984)
- 12:an utan skyddsnät (1985)
- Dans & fyra bugg (1987)
- Guldfest! Nr 14 (1987)
- Öja (1997)
- Skånska Brogrens (1998)
- Brogrens bar & grill (1999)
- Brogrens bästa (2000)
- 50 år som artist (2004)
- Huula (2005)
- Här har ni mitt liv (2008)